# چکچک ابلق جنوبی

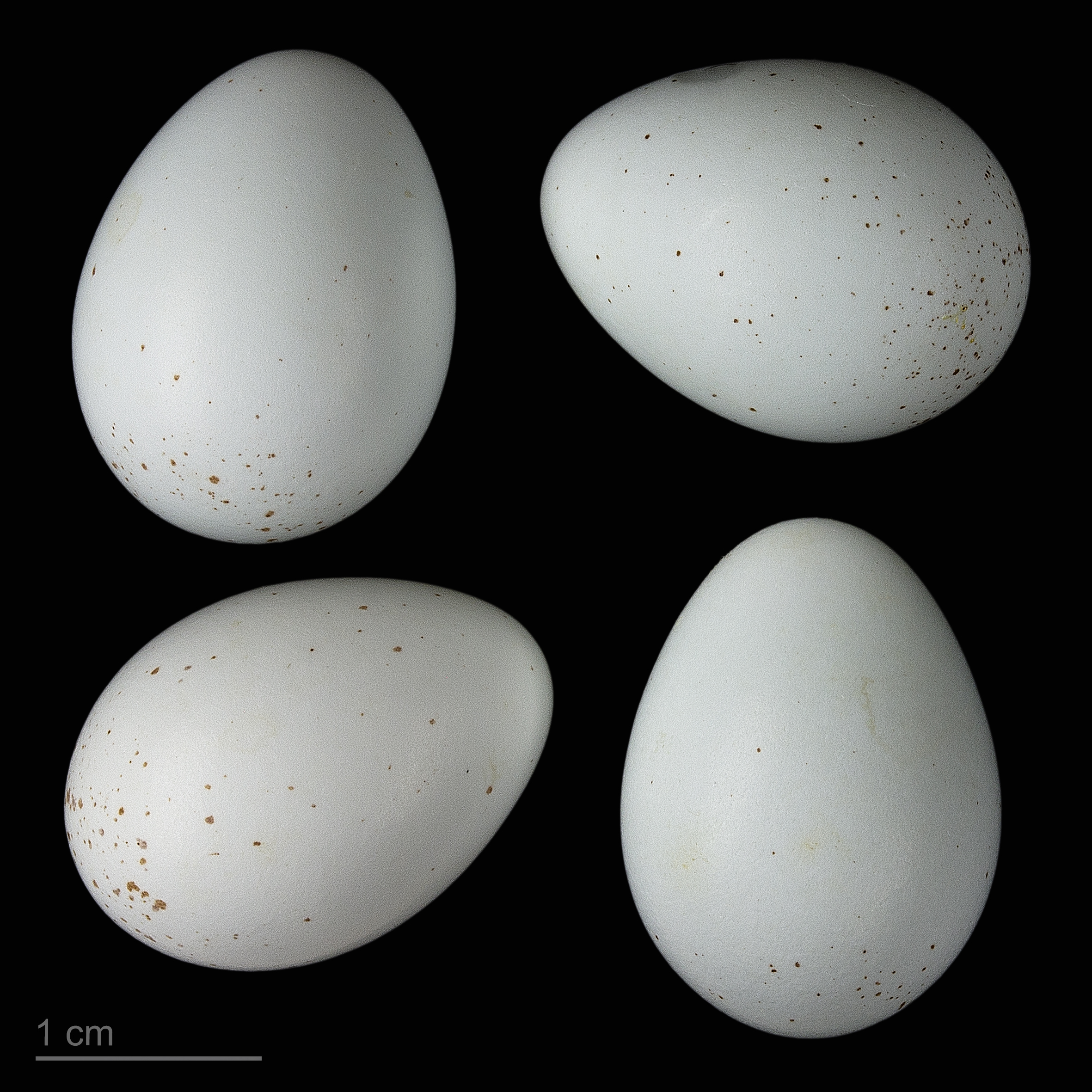
Oenanthe lugens lugens

چکچک ابلق جنوبی (نام علمی: Oenanthe lugens) نام یک گونه از سرده چکچک است. این پرنده در اغلب کشورهای شمال آفریقا و خاورمیانه زندگی می‌کند.